# Paul Barth (filosofo)
Paul Ernst Emil Barth (Baruth, 1858 – Lipsia, 1922) è stato un filosofo tedesco.

## Opere
- De infinitioni apud poetas scaeni cos satinos usu. (Dissertation 1881)
- Geschichtsphilosophie Hegels und der Hegelianer (Habilitationsschrift 1890)
- Die Philosophie der Geschichte als Soziologie. Teil 1: Einleitung und kritische Übersicht (Leipzig 1897)
- Die Elemente der Erziehung- und Unterrichtslehre. Auf Grund der Psychologie der Gegenwart dargestellt (Leipzig 1906)
- Die Geschichte der Erziehung in soziologischer und geistesgeschichtlicher Beleuchtung (Leipzig 1911)
- Der Lebensführer (1920)
- Die Stoa (Stuttgart 1922)